# Ryan Quigley
Ryan Quigley (* 1977 in Derry) ist ein britischer Jazztrompeter und Musikpädagoge.

## Leben und Wirken
Quigley begann mit elf Jahren Trompete zu spielen; frühen Einfluss auf seine musikalische Entwicklung hatte die Musik von Miles Davis, Clifford Brown, John Coltrane und Maynard Ferguson. Er spielte ab den frühen 2000er-Jahren u. a. in den Gruppen Jason & The Angrynotes, Salsa Celtica, dem Quartett Brass Jaw und dem Scottish National Jazz Orchestra. 2008 nahm er unter eigenem Namen sein Debütalbum Laphroaig-ian Slip auf; 2016 folgte What Doesn’t Kill You.
Im Bereich des Jazz war Quigley zwischen 2003 und 2018 an 21 Aufnahmesessions beteiligt,  u. a. auch  mit Niki King, dem Tony Faulkner Jazz Orchestra, Tim Garland/The Northern Underground Orchestra, dem Tommy Smith Youth Jazz Orchestra. Er arbeitete bzw. tourte auch mit All Bergman, The Bad Plus, Jimmy Greene, Bob Geldof, Curtis Stigers, Del Amitri, Liam Gallagher, Incognito und Sharleen Spiteri. Quigley unterrichtete Trompete am Royal Conservatoire of Scotland in Glasgow, wo er auch die Bigband leitete.
2015 trat Quigley im Swiss Youth Jazz Orchestra (Jazzaar Summit) in Aarau auf; gegenwärtig ist er Mitglied im Jan Schreiner Large Ensemble. 2016 wirkte er auf Mark Forsters Album TAPE mit und ist unter anderem bei dem Stück Sowieso an der Trompete zu hören. Er wirkte auch an zahlreichen TV-Jingles, Themenmusiken und Filmsoundtracks mit.

## Diskographische Hinweise
- Laphroaig-ian Slip (Ryan Quigley Music, 2008), mit Mario Caribé, Alyn Cosker, Steve Hamilton, Laura Macdonald, Paul Booth
- What Doesn’t Kill You (Whirlwind, mit Paul Booth, Steve Hamilton, Michael Janisch, Clarence Penn)[1]